# اندی گرین

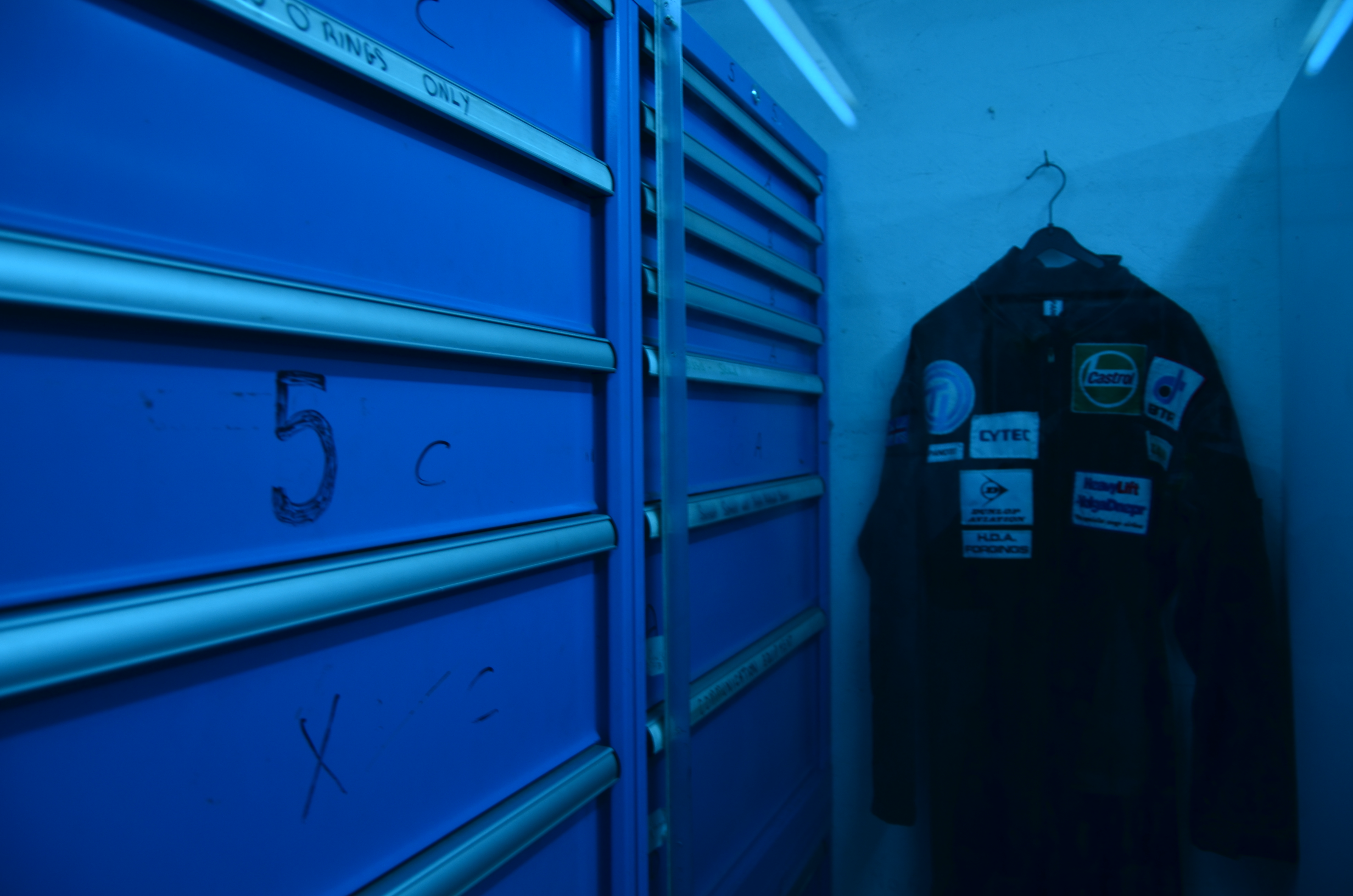
یونیفورم اندی گرین در موزه

اندی گرین (به انگلیسی: Andy Green) ،(۸ مرداد ۱۳۴۱) نام خلبان نیروی هوایی پادشاهی انگلستان است که رکورد سرعت خودرو را نیز در دست دارد. وی پس از پایان تحصیلات نظامی خود به عنوان خلبان نظامی به خلبانی هواپیماهای اف-۴ فانتوم ۲و پاناویا تورنادو ای‌دی‌وی پرداخت و پس از مدتی افسر فرمانده بخشی از نیروی هوایی پادشاهی شد.